# Teal Swan
Teal Swan (Santa Fe, Nuevo México; 16 de junio de 1984) es una líder espiritual estadounidense, autora y personalidad de las redes sociales. Las enseñanzas de Swan sobre cómo manejar los problemas de salud mental a menudo se han descrito como poco convencionales y potencialmente peligrosas y ha recibido críticas por cómo atrae a fanáticos.
Swan y sus enseñanzas fueron discutidas en una serie de documentales de audio de seis partes por Gizmodo en junio de 2018. También fue objeto de un documental, Open Shadow: The Story of Teal Swan, que se estrenó en 2017.

## Biografía
Swan nació en Santa Fe, Nuevo México el 16 de junio de 1984, y creció en Logan, Utah. Vivió en Logan hasta su adolescencia con sus padres y su hermano menor, Sky. Logan tenía un alto porcentaje de mormones practicantes en la ciudad en ese momento, y Swan dijo que desde pequeña sintió que no encajaba debido a sus diferencias religiosas. Las diferencias religiosas y culturales entre la vida familiar y escolar resultaron en que ella no "encajara" en la escuela y, a menudo, era mal tratada debido a sus creencias. Además de las diferencias culturales, Swan también afirma que a menudo hablaba y actuaba de manera diferente a otros niños en la escuela. Todo esto causó que el acoso fuera intenso y tuvo un efecto en Swan desde una edad temprana.
Aparte del maltrato, Swan comenzó a sentirse físicamente diferente de otros niños con los que pasaba el tiempo. Según Gizmodo, Swan notó por primera vez estas diferencias físicas cuando en clase y otros niños no reaccionaron a las cosas que Swan estaba experimentando. Ella nunca ha divulgado exactamente lo que experimentó cuando era niña.[cita requerida] Años más tarde, la madre de Swan fue entrevistada para la película Open Shadow, donde afirmó que Swan tenía hipersensibilidad mientras crecía. Swan también ha aludido a esta parte de su infancia cuando los periodistas la interrogaron sobre sus afirmaciones de que poseía habilidades de clarividencia. Swan ha declarado en numerosas entrevistas que fue abusada, violada y torturada psicológicamente desde los seis años en adelante por un amigo de la familia. Según un artículo de Huffington Post, Swan afirmó haber sido víctima de abuso ritual por parte de un culto satánico durante más de una década.
Según palabras de su madre en una entrevista, Swan había intentado quitarse la vida cuando alcanzó la adolescencia. Ambos padres acordaron llevarla a ver a un psiquiatra, pero declararon en el documental Open Shadow que ninguna de las técnicas funcionó. Al recurrir a la medicina oriental cuando Swan era una adolescente, le dijeron a sus padres que Swan no estaba enferma, sino que tenía un don. Durante una entrevista con la revista Ozy, la periodista señaló que los brazos de Swan estaban "cubiertos de cicatrices", como resultado del abuso que sufrió cuando era niña. Swan declaró que a los 19 años pudo escapar del culto que la había abusado durante más de una década y, posteriormente, denunció el abuso que había sufrido a la policía.
Según ella, nació con habilidades extrasensoriales como la clarividencia, la "clarisentiencia" y la "clariaudiencia".
Ella ha afirmado ser una extraterrestre de la estrella Arcturus. También ha dicho ser la reencarnación del gurú indio Sai Baba de Shirdi y que recuerda esa vida con tanta claridad como la suya.
Swan afirma haber sido víctima de un abuso ritual satánico entre los 6 y los 19 años para curarla de sus supuestas habilidades extrasensoriales. Parte de este supuesto abuso incluyó ser cosido a un cadáver. En particular, las entrevistas de televisión realizadas en 2014 por Chris Oswalt, sobre su abuso ritual, fueron enviadas a distintas cadenas de televisión. Swan afirma que tenía recuerdos de estos eventos que fueron reprimidos, hasta que un terapeuta de Salt Lake City la ayudó a descubrirlos. Se abrió una investigación sobre sus afirmaciones la cual fue luego cerrada debido a varias acusaciones contra su terapeuta, la Dra. Barbara Snow, quien hizo incitaciones al pánico satánico.

## Carrera
En 2011 lanzó el libro The Sculptor in the Sky y comenzó su canal de YouTube. Después de 2012, su popularidad creció teniendo seguidores en varios países. En 2011, Swan organizó una de sus primeras charlas en Salt Lake City, Utah, con una veintena de asistentes y fue el primer video que subió a su canal de YouTube.
Su empresa Teal Eye, según el sitio web, está destinada a generar cambios en varias áreas: educación alternativa, reformas en la industria alimentaria global, justicia, derechos de los animales y espiritualidad.
Swan ha centrado sus enseñanzas en curar a otros de sus dolencias psicológicas, incluyendo pensamientos suicidas y experiencias traumáticas reprimidas. Dirige el Philia Center, un centro de retiro en Costa Rica. Sus seguidores se hace llamar la Teal Tribe (en español, Tribu Teal).
En 2017, Teal Swan fue objeto de un documental sobre su vida llamado "Open Shadow: The Story Of Teal Swan".
En 2018, un podcast de Gizmodo publicó una serie de seis partes sobre Teal Swan y sus enseñanzas espirituales sobre depresión y cómo sus técnicas "procesan el trauma pasado para superarlo". La presentadora, Jennings Brown, declaró que Swan no era una líder espiritual normal, tanto por su apariencia como por la forma en que se promociona. Al momento de la grabación, sus videos en YouTube se habían visto 55 millones de veces.
En 2015, recibió su primera gran cobertura mediática la cual discutía el uso de su mantra, "¿Qué haría alguien que se ama a sí mismo?".
Swan ha hablado con frecuencia sobre las mejores técnicas para lidiar con la ira. Según una reportera de Irish Independent que asistió a uno de sus seminarios en 2016, Swan afirmó que la supresión de la ira puede tener consecuencias peligrosas. Dijo que cuando ella reprime la ira, se convierte en una "bomba de relojeria". La teoría de Swan sobre la ira distingue entre la ira constructiva y la destructiva. Kailash Satyarthi hizo comentarios similares durante su charla TED sobre la ira.

## En la cultura popular

### Open Shadow
En 2017, Teal Swan fue objeto de un documental sobre su vida, "Open Shadow: The Story Of Teal Swan".

### En pocas palabras
En 2019, las enseñanzas de Swan fueron analizadas por la serie de Netflix, En pocas palabras. El episodio consistía en estudiar las comunidades en línea y la forma en que pueden influenciar a las personas vulnerables para que lleven a cabo actos de violencia o actúen completamente fuera de lugar. La serie analizó el estado vulnerable en que se encontraban las personas que se mudaron a Jonestown con Jim Jones, y cómo las personas racionales podían verse impulsadas a tomar decisiones extrañas.
Las enseñanzas de Swan se mencionaron por primera vez cuando se discutió el aislamiento social severo, explicando cómo las personas en esas situaciones suelen ser las más vulnerables. Swan fue luego vinculada a esta comunidad en línea, ya que éste es el tipo de persona a la que intenta ayudar con sus consejos y orientación. El comentarista luego habló sobre comunidades en Internet como la de Swan, comparándola con comunidades como los grupos de Facebook o Reddit, pero también sobre los roles que las comunidades en línea pueden desempeñar para ayudar a las personas vulnerables.

### Otros
Teal Swan ha sido documentado en el podcast de Gizmodo “The Gateway” dirigido por la periodista Jennings Brown y en el podcast de Maximum Fun “Oh No, Ross and Carrie!”.

## Controversias

### Afirmaciones sobre el tópico del suicidio
Teal Swan ha dicho en YouTube: "El suicidio es presionar el botón de reinicio... No hay nada de malo en el suicidio". Dos de los seguidores de Swan se han suicidado, y los que se oponen a sus métodos han afirmado que Swan los condujo a este comportamiento. Las enseñanzas de Swan se basan en parte en sus propios traumas infantiles, los cuales dice que la dejaron con estos mismos sentimientos. Sus métodos de enseñanza a veces requieren que los participantes imaginan sus muertes, en ocasiones por suicidio. Un artículo de Refinery29 señala que, si bien Swan no alienta directamente al suicidio y afirma tener "la estrategia para ayudar a las personas a salir de los pensamientos suicidas", sus "comentarios altamente desencadenantes y sus opiniones extremas sobre el suicidio que se filtran en casi todos los contenidos que Swan produce" son potencialmente dañinos, como lo demuestra la forma en que Swan compara a los seguidores que tienen pensamientos suicidas con "gatos callejeros" y "niños huérfanos".

### Acusaciones de culto
Muchos han afirmado que Teal Swan es una líder de culto, lo cual Swan ha negado con vehemencia. Swan ha afirmado que sabe que tiene la receta perfecta para un culto. Junto con su ética, afirma, este conocimiento le ha impedido convertirse en una líder de culto.

## Publicaciones
- The Sculptor in the Sky, Authorhouse, 2011.
- Shadows Before Dawn: Finding the Light of Self-Love Through Your Darkest Times, Hayhouse, 2015.
- The Completion Process, Hayhouse, 2016.
- The Anatomy of Loneliness: How to Find Your Way Back to Connection, Watkins Publishing, 2018.
- The Connection Process, Archway Publishing, 2018.
- Hunger of the Pine, Watkins Publishing, 2020.